# Weidensees
Weidensees ist ein Gemeindeteil der Stadt Betzenstein im Landkreis Bayreuth (Oberfranken, Bayern). Die Gemarkung Weidensees hat eine Fläche von 9,303 km². Sie ist in 1221 Flurstücke aufgeteilt, die eine durchschnittliche Flurstücksfläche von 7618,83 m² haben. In ihr liegt neben dem namensgebenden Ort der Gemeindeteil Hüll.

## Geografie
Das Dorf liegt im Westen der naturräumlichen Landschaftseinheit Veldensteiner Forst und befindet sich etwa vier Kilometer nordnordöstlich von Betzenstein und liegt auf einer Höhe von 460 m ü. NHN.

## Geschichte
Die erste schriftliche Erwähnung des Ortes war im Jahr 1153 unter dem Namen „Wittingeseze“. Gegen Ende des Mittelalters gehörte Weidensees zum kurpfälzischen Amt Betzenstein. Im Zuge des Landshuter Erbfolgekrieges wurde unter anderem auch das Betzensteiner Amtsgebiet von den Truppen der Reichsstadt Nürnberg besetzt und diese Inbesitznahme nach langwierigen Verhandlungen von der Kurpfalz vertraglich anerkannt. Infolge dieses Vertrages hatte das nürnbergische Pflegamt Hiltpoltstein in den folgenden drei Jahrhunderten zwar die Hochgerichtsbarkeit über Weidensees inne, nicht jedoch die Dorf- und Gemeindeherrschaft. Denn diese wurde weiterhin von der Kurpfalz ausgeübt, so dass Weidensees als einer der wenigen Orte des Amtes Betzenstein unter kurpfälzischer Landeshoheit verblieb und zusammen mit dem südwestlich gelegenen Nachbarort Hüll eine Exklave der Oberpfalz bildete. Im Wesentlichen änderte sich daran auch nichts, als die Oberpfalz nach der Ächtung des pfälzischen Kurfürsten Friedrich V. (des sogenannten Winterkönigs) als Lehen an Kurbaiern übergeben wurde. Für Weidensees bedeutete dies lediglich, dass die Dorf- und Gemeindeherrschaft nunmehr von einer anderen wittelsbachischen Linie ausgeübt wurde. In der Folgezeit blieben diese Verhältnisse weitgehend unverändert bestehen, bis Weidensees im Jahr 1803 entsprechend der im Haupt-Landes-Grenz- und Purifikationsvergleich mit dem Königreich Preußen vereinbarten Bedingungen an das preußische Ansbach-Bayreuth übergeben wurde. Es wurde damit zum nordöstlichen Eckpunkt des Eschenauer Straßendistrikts, einem bruchstückhaften Korridor, mit dem die beiden geografisch voneinander getrennten Teile dieses Territoriums über eine Militärstraße miteinander verbunden wurden. Nach der preußischen Niederlage im Vierten Koalitionskrieg wurde das Dorf zusammen mit dem gesamten Fürstentum Bayreuth 1807 einer vom französischen Kaiserreich eingesetzten Militärverwaltung unterstellt. Mit der im Jahr 1810 durch das Königreich Bayern käuflich erfolgten Erwerbung dieses Fürstentums wurde Weidensees schließlich wieder bayerisch.
Durch die zu Beginn des 19. Jahrhunderts im Königreich Bayern durchgeführten Verwaltungsreformen wurde Weidensees mit dem zweiten Gemeindeedikt 1818 eine Landgemeinde, zu der auch das Kirchdorf Hüll gehörte. Im Zuge der in den 1970er Jahren durchgeführten Gebietsreform in Bayern wurde die gesamte Gemeinde Weidensses zu Beginn des Jahres 1972 in die Stadt Betzenstein eingegliedert.

## Verkehr
Die Anbindung an das öffentliche Straßennetz wird hauptsächlich durch die den nördlichen Ortsbereich durchlaufende Bundesstraße 2 hergestellt, die aus dem Westen von Leupoldstein her kommend in nordnordöstlicher Richtung nach Bronn weiterführt. Von der Bundesstraße zweigt im Ort die Kreisstraße BT 32 ab und führt in ostsüdöstlicher Richtung zu der etwa zwei Kilometer entfernten Anschlussstelle Weidensees, an der eine Zufahrt auf die Bundesautobahn 9 möglich ist.

## Baudenkmäler

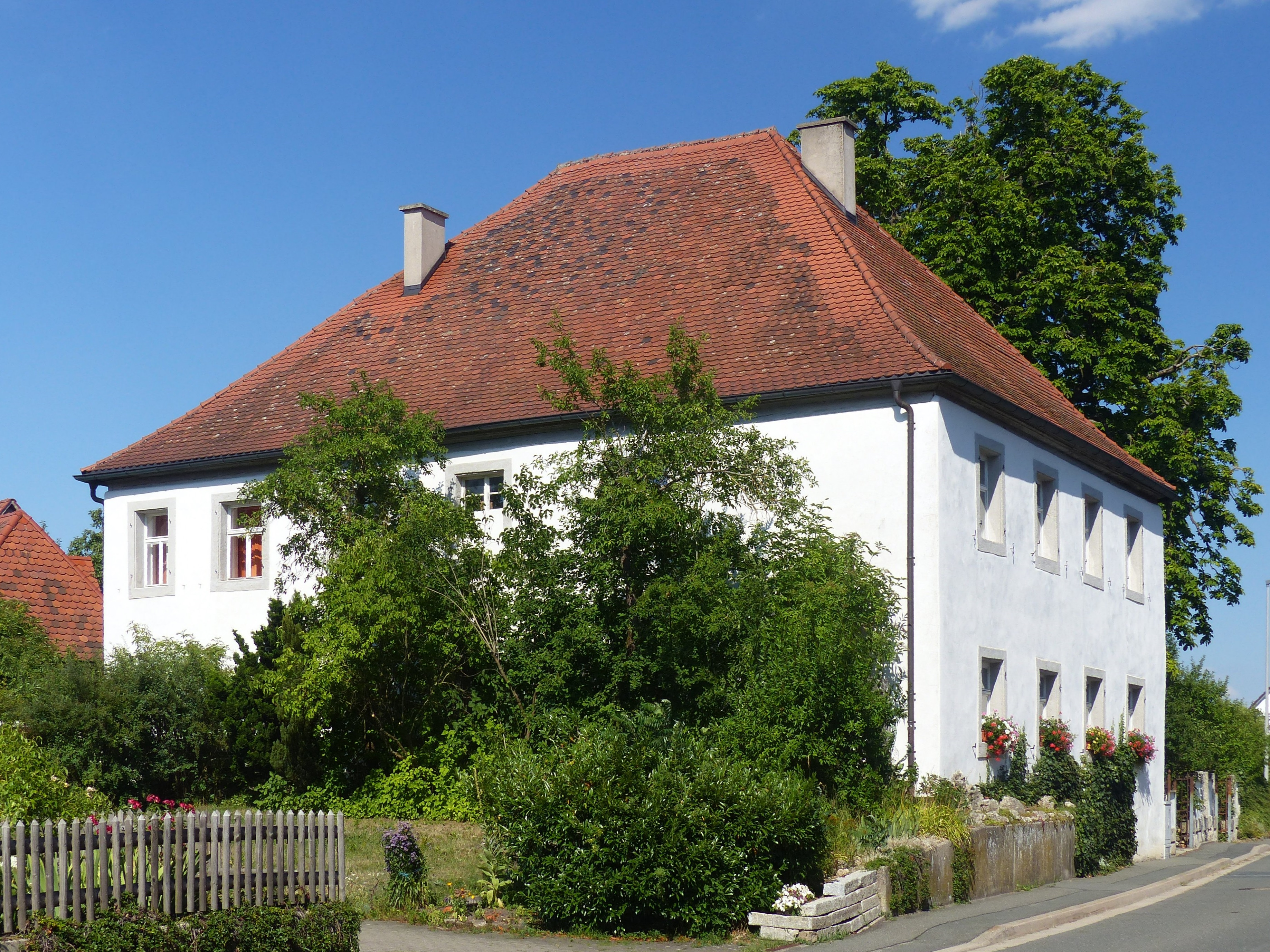
Aus der zweiten Hälfte des 18. Jh. stammendes Wohnhaus

In Weidensees befinden sich sechs Baudenkmäler, nämlich drei Wohnhäuser, ein Wohnstallhaus, eine ehemalige Schmiede und ein Brunnenschacht.